# Pedro Brandariz
Pedro Brandariz (San Pedro de Nós, Oleiros, La Corunya, 11 de febrer de 1978 - San Juan de Calo, Teo, La Corunya, 22 de febrer de 2022) va ser un actor i monologuista gallec. Va formar part de la companyia de teatre gallega Teatro do Astracán, fundada en 2012.

## Biografia
Va ser col·laborador de Corporación de Radio e Televisión de Galicia, participant en programes com Luar.
Entre els seus espectacles, destaquen Os poderes de Rosalía, Contos Choqueiras i O Inventor das Palabras.
Brandariz dirigia una empresa de gestió cultural, Dinamo Produccións, i una llibreria especialitzada en literatura infantil A Carapuchiña Feroz a La Corunya.
Pedro va morir als 44 anys d'edat Es va sentir indisposat quan estava oferint un monòleg en un centre educatiu de San Xoán de Calo, en la localitat de la Corunya de Teo.

## Premis i Homenatges
- 20a edició dels Premis Mestre Mateo (2022) premi a la Millor Interpretació masculina per la seva actuació a Jacinto.[5]
- Premi Mestre Mateo (2018) a la Millor Sèrie Web per Peter Brandon. Unha vida pola comedia, en la que participaren els actors Xosé Antonio Touriñán i Marcos Pereiro.[1]
- La praza do Humor (La Corunya), tindrà una silueta de Pedro (2022).[6]